# Montflours
Montflours és un municipi francès situat al departament de Mayenne i a la regió de País del Loira. L'any 2007 tenia 229 habitants.

## Demografia

### Població
El 2007 la població de fet de Montflours era de 229 persones. Hi havia 84 famílies de les quals 24 eren unipersonals (8 homes vivint sols i 16 dones vivint soles), 24 parelles sense fills i 36 parelles amb fills.
La població ha evolucionat segons el següent gràfic:
Habitants censats

### Habitatges
El 2007 hi havia 102 habitatges, 91 eren l'habitatge principal de la família, 2 eren segones residències i 9 estaven desocupats. 97 eren cases i 4 eren apartaments. Dels 91 habitatges principals, 65 estaven ocupats pels seus propietaris, 22 estaven llogats i ocupats pels llogaters i 4 estaven cedits a títol gratuït; 5 tenien dues cambres, 10 en tenien tres, 17 en tenien quatre i 59 en tenien cinc o més. 62 habitatges disposaven pel capbaix d'una plaça de pàrquing. A 38 habitatges hi havia un automòbil i a 50 n'hi havia dos o més.

### Piràmide de població
La piràmide de població per edats i sexe el 2009 era:
| Homes | Edats   | Dones |
| ----- | ------- | ----- |
| 0     | 95 o +  | 0     |
| 0     | 90 a 94 | 0     |
| 4     | 85 a 89 | 4     |
| 0     | 80 a 84 | 0     |
| 0     | 75 a 79 | 8     |
| 0     | 70 a 74 | 0     |
| 0     | 65 a 69 | 4     |
| 4     | 60 a 64 | 0     |
| 0     | 55 a 59 | 0     |
| 0     | 50 a 54 | 0     |
| 12    | 45 a 49 | 8     |
| 0     | 40 a 44 | 12    |
| 16    | 35 a 39 | 8     |
| 16    | 30 a 34 | 16    |
| 0     | 25 a 29 | 8     |
| 8     | 20 a 24 | 4     |
| 12    | 15 a 19 | 0     |
| 0     | 10 a 14 | 4     |
| 16    | 5 a 9   | 12    |
| 4     | 0 a 4   | 16    |

## Economia
El 2007 la població en edat de treballar era de 161 persones, 135 eren actives i 26 eren inactives. De les 135 persones actives 127 estaven ocupades (67 homes i 60 dones) i 8 estaven aturades (3 homes i 5 dones). De les 26 persones inactives 9 estaven jubilades, 12 estaven estudiant i 5 estaven classificades com a «altres inactius».

### Ingressos
El 2009 a Montflours hi havia 92 unitats fiscals que integraven 243 persones, la mediana anual d'ingressos fiscals per persona era de 19.288 €.

### Activitats econòmiques
Dels 8 establiments que hi havia el 2007, 5 eren d'empreses extractives, 1 d'una empresa de fabricació d'altres productes industrials, 1 d'una empresa de transport i 1 d'una empresa d'hostatgeria i restauració.
Dels 2 establiments de servei als particulars que hi havia el 2009, 1 era una lampisteria i 1 restaurant.
L'any 2000 a Montflours hi havia 16 explotacions agrícoles.

## Poblacions més properes
El següent diagrama mostra les poblacions més properes.